# 朱勤炡
鄢陵长子朱勤炡（16世纪—1571年），明朝鄢陵恭昭王朱睦枸嫡长子。
朱勤炡的祖父鄢陵端僖王朱安沅在位时，朱勤炡在嘉靖七年（1528年）受封鄢陵长孙。嘉靖二十一年（1542年），朱睦枸继位，朱勤炡受封鄢陵长子。隆庆五年（1571年），朱勤炡去世。
万历二年（1574年）十一月，因朱睦枸王妃王氏已故，没有嫡子，明神宗准朱勤炡的庶长子輔國將軍朱朝㙡改封為鄢陵長孙。朱朝㙡后来袭封为鄢陵王，但朱勤炡没有追封为王的记载。